# Bailundo
Bailundo – miasto w Angoli, w prowincji Huambo.